# Le Bourdet
Le Bourdet – miejscowość i gmina we Francji, w regionie Nowa Akwitania, w departamencie Deux-Sèvres.
Według danych na rok 1990 gminę zamieszkiwało 369 osób, a gęstość zaludnienia wynosiła 44 osób/km² (wśród 1467 gmin regionu Poitou-Charentes Le Bourdet plasuje się na 654. miejscu pod względem liczby ludności, natomiast pod względem powierzchni na miejscu 920.).